# HD 196753
HD 196753，又名BD+23 4085，SAO 88946、HR 7895，是一颗恒星，视星等为5.91，位于銀經66.65，銀緯-10.61，其B1900.0坐标为赤經20h 34m 12.6s，赤緯+23° -10.61′ 46″。